# 円城ひとみ
円城 ひとみ（えんじょう ひとみ）は、日本のAV女優。ワイズプロモーション所属からベネスプロモーションに移籍。さらに、社名変更したオフィスブリッツに所属。

## 略歴・人物
2008年にデビューした熟女系AV女優である。

## 作品

### アダルトDVD
2008年
- 独占!人の妻ワイドスペシャル あ〜そのすごいので奥までかき回してッ! 夫では満足できない素人妻たちの下半身事 （7月31日（レンタル） / 2009年7月17日（セル）、アテナ映像）…オムニバス作品 他出演:桐島樹莉、山本流香、野島恵子
- 素人熟女企画 夫に見られながら中出しされてみませんか? （8月15日、ネクストイレブン）…オムニバス作品 他出演:坂木美春、石橋ゆう子
- 夫の寝ている横で義父にイカされる妻 （8月20日、ネクストイレブン）…オムニバス作品 他出演:愛樹るい、松原久美子
- 中年男の夢を叶えるセックス やりたい放題! 4 （9月25日、ながえスタイル）…オムニバス作品 他出演:陽多まり、菊川麻美、宮崎あい、坂上友香、綾女
- 美貌の兄嫁には羞恥責めが似合う （10月25日、現映社）
- 本●の近親相姦 〜ある家族のすべて〜 （11月6日、タカラ映像）
- 私の夫は勃起不全 性に飢えた妻たちの叫び! （11月10日、FAプロ）…オムニバス作品 他出演:浅井舞香、魚住紗江、東条美菜、大越はるか、若槻尚美、日高ゆりあ、中山水穂
- 女教師のアルバイト （11月13日、溜池ゴロー）
- 続 友達の母親 （12月11日、センタービレッジ）
- 近親相姦 中出し 母のあやまちと息子の嫉妬 （12月25日、センタービレッジ）
- 昭和ブルーフィルム 6 生きる為男に抱かれた女たちの話し 生活保護家庭の人妻/家賃の代わりに性交渉/夫の父に抱かれる嫁 （12月25日、FAプロ）…オムニバス作品 他出演:大沢萌、夏海エリカ

2009年
- ヘンリー塚本のむやみに性欲を刺激する有害図書 3 （1月25日、FAプロ）…オムニバス作品 他出演:伊藤あずさ、愛川咲樹、今井ゆり
- ヘンリー塚本のエロ画をAV映像 （2月25日、FAプロ）…オムニバス作品 他出演:萩原理恵、浅井千尋、平井彩菜、芹沢舞、夏海エリカ
- 欲求不満妻 変態志願04（3月6日、ゴーゴーズ）
- 世の為人の為 違法ヘルパー 性的（裏）介護 私の生殖器は叫んでいる!使って!/性的快楽を味わう権利/SEXはすべての人に平等であれ! （2月25日、FAプロ）…オムニバス作品 他出演:黒谷彩乃、夏海エリカ、一ノ瀬かれん
- 人生は切ないポルノ小説 寺の住職に犯された人妻の肉欲の地獄/生きる為男に抱かれる母/亭主より隣りの旦那の絶倫竿 （3月10日、FAプロ）…オムニバス作品 他出演:風間ゆみ、望月加奈
- 嫁 亭主に毎日毎晩やられて満足新妻/亭主だけじゃ物足りない好き者女/亭主は出稼ぎ嫁は親父とねんごろ （3月10日、FAプロ）…オムニバス作品  他出演:小鳥遊恋、一ノ瀬かれん、今井ゆり、芹澤舞
- 女は見かけに寄らず 大人しくて慎ましやか 実は好き者姉/熟女介護ヘルパー実は淫乱女/未亡人の母 子供に隠れてマスかきまくり （3月25日、FAプロ）…オムニバス作品 他出演:雪平あい、北原夏美
- 真性M夫人 （4月1日、中嶋興業）
- 母娘凌辱 近親姦の罠 （5月1日、シネマジック）…共演:ゆめのみみ
- 昭和ブルーフィルム 7 下宿屋未亡人の飢えた性/貧乏人夫婦のアパート性生活/幸せとSEXと禁親相姦 （6月10日、FAプロ）…オムニバス作品 他出演:久住みはる、浅井千尋、愛川咲樹
- 悩みのない人生は考えられません 性の悩み 出過ぎるマ○コを持った女/マスかきをやめられない人妻/毎晩夫に要求される妻 （7月10日、FAプロ）…オムニバス作品 他出演:秋川りお、川上ゆう
- 下半身が疼く時… 無言電話の相手は隣りの未亡人/出来の悪い息子、アッチの出来は文句なく/コンニャクでマスかく好き者嫁 （8月25日、FAプロ）…オムニバス作品 他出演:永井智美、能瀬ひろな、夏海エリカ
- 決してバレてはいけない… 身近な者との淫らなSEX （8月25日、FAプロ）…オムニバス作品 他出演:平井ゆきな、中条美華、ミムラ佳奈
- CineMagic DVD ベスト30 No5 （10月1日、シネマジック）…他出演:篠原ケイ、真野沙代、花宮あみ、柳田やよい、川上ゆう、宮崎あい、前野美伽、葵みちる、新垣さくら、水上結衣、藍花、久我舞、樹林れもん、浅井千尋、長谷川美紅、松下ゆうか、白河ゆりか、若槻朱音、ゆめのみみ、結城綾音、柿本真緒、黒澤エレナ、青山亜里沙、他
- 狂い咲く四十路 人妻の不倫目的一人旅/インポ亭主より絶倫義弟/とても我慢できない夜 （10月10日、FAプロ）…オムニバス作品 他出演:大沢萌、秀吉小夜子、内藤斐奈
- 好色DNA この母にしてこの娘あり/血は水よりも濃し、/姉が姉なら妹も妹 （11月25日、FAプロ）…オムニバス作品 他出演:並木るか、佐々木涼、久住みはる

2010年
- 昭和ブルーフィルム 10 使用人の竿をしゃぶる母/敵兵に犯される全裸の母と姉/未亡人の母ちゃんと郵便屋 （1月15日、FAプロ）…オムニバス作品 他出演:浅井舞香、浅井千尋、雪平あい、川村沙織、桃果サキ
- 義母さんが教えてあげる 11 （3月12日、東京音光）…共演:細川美紀
- 母娘自己犠牲史 かばい合う母娘の蜜穴を野蛮人が順番に犯す （4月6日、ヒビノ）…共演:あすか伊央
- 艶っぽい母 男が群がる好色の肉体/交通刑務所から帰った母 （4月10日、FAプロ）…オムニバス作品 他出演:五十嵐しのぶ、秀吉小夜子
- 放屁熟女（臭） 01 （4月20日、パラドックス）…共演:せいこ、ようこ
- あ〜中年女 若い男の精液が呑みたい/娘ムコとやりたい/痴漢に襲われたい （4月25日、FAプロ）…オムニバス作品 他出演:浅井舞香、鮎川るい
- 二穴デイルドの虜 6人のダブルアクメ （5月20日、プールクラブ・エンタテインメント）…オムニバス作品 他出演:柏原優、花凛、浦田みらい、相葉なな ほか
- 人妻羞恥 M 放屁マダム*浣腸悦楽 （5月20日、プールクラブ・エンタテインメント）
- 派遣掃除婦 M 高額時給につられてやってきた5人の女 （5月20日、プールクラブ・エンタテインメント）…オムニバス作品 他出演:浦田みらい、北川まり、高井雪、相葉なな
- ヘンリー塚本の肉欲の匂いがする昭和の春 母・娘 （6月10日、FAプロ）…オムニバス作品 他出演:篠めぐみ、相葉なな、浅井舞香、望月加奈
- 母と嫁と娘たちの昭和 （7月25日、FAプロ）…オムニバス作品 他出演:秋川りお、大沢萌、若槻尚美、浅井千尋、愛川咲樹
- 人生いろいろ ホームレスになったお嬢様/ユキコとマリコ、双子のマ○コ/帰ってきたお父さん （9月15日、FAプロ）…オムニバス作品 他出演:つくし、明日菜、美杉あすか
- 究極の寝取られスワップ 母娘ダッチワイフ （11月25日、ながえスタイル）…オムニバス作品 他出演:早乙女らぶ、加納瞳、相楽かごめ

2013年
- 性感レズエステ 4 女にイカされる汁だく熟女（7月19日、クリスタル映像）共演：結城みさ、長澤都、寺山あやか、九条雛子、岬レナ
- 卑猥語マダムIX （11月13日、アロマ企画）

2014年
- 近親レズビアン家族 3人の母娘と女が絡み合う近親レズビアンの愛憎劇…（5月23日、クリスタル映像）共演：友田彩也香、乙葉ななせ、岸杏南
- 露出癖 変態美熟女お貸しします（8月20日、STAR PARADISE）
- 夫は知らない… 汗臭い肉棒に酔いしれる妻 2（9月25日、サイドビー）
- 同僚の母 （11月7日、マドンナ）

2015年
- 友人の母（3月13日、溜池ゴロー）
- 僕を縛って発情する痴母 息子の身も心も支配する緊縛痴女攻め騎乗位腰振り近親相姦交尾女（3月19日、婦人社/エマニエル）
- 高級痴女サロン ～快楽練達者の居るお店～（3月25日、セレブの友）
- 会社の部下の姉さん女房（3月26日、センタービレッジ）
- 臨時女教師、ひとみの誘惑。（4月7日、マドンナ）
- 縛られた人妻 ～年下男の麻縄調教～（5月7日、マドンナ）
- AVを拾う人妻（7月13日、溜池ゴロー）
- 母に媚薬を飲ませたら… クラスの友達から手に入れた噂の薬をすっかり艶っ気がなくなった母さんに飲ませてみたらその気になって僕に襲いかかってきた（7月23日、センタービレッジ）
- 人妻夜這いレズ ～汗ばむ身体を貪るヌメリ舌～（7月25日、マドンナ）共演：波多野結衣
- 息子を誘惑する日焼け母 （8月25日、マドンナ）
- 痴女×痴女レズビアン 千乃12回、円城13回、2人合わせて25絶頂!! イキまくりイカせまくり相性抜群の同性セックス快楽（9月13日、セレブの友）共演：千乃あずみ
- 円城ひとみ剃毛解禁!! 悪質クレームでパイパン対応をさせられた人妻OL（9月25日、マドンナ）
- 人妻恥悦旅行（10月1日、グローリークエスト）
- 43歳弁護士です。僕の学費は当時、母親が、その都度カラダを売って、捻出してくれていました。（10月7日、JET映像）
- 近親相汗 「火照る肉体、蒸れた子宮、ガマンできない親子の本能」（10月19日、VENUS）
- ミニスカを強要されし母（10月22日、タカラ映像）
- 未亡人とかつての教え子 ～慕情レズビアン～（11月1日、U&K）共演：本真ゆり
- セーラー服オバサン 熟れた変態肉便器を蹂躙中出し（11月19日、ミセスの素顔/エマニエル）
- 友達の母ちゃんは、No.1ソープ嬢 （11月25日、マドンナ）
- かけおち熟女レズ ～ある日突然、妻が消えた日～（12月8日、U&K）共演：飯島陽子
- 言えばすぐにヤラセてくれる慈悲深い尼さん（12月19日、ルビー）
- 熟女レズ発情 禁断の同窓会（12月20日、Mellow Moon）共演：小池絵美子、五十嵐しのぶ
- 日本の艶母 円城ひとみBEST（12月20日、STAR PARADISE）※女優ベスト
- 愛ある性治家 4（12月25日、セレブの友）
- 隣家のショタは、私のバター犬。（12月25日、マドンナ）

2016年
- 熟ジェンヌレズビアン ～美熟女2人の熾烈なスター争い～（1月7日、ビビアン）共演：三浦恵理子、安野由美
- なめくじ女将 2（1月13日、セレブの友）
- 義弟に汚された兄嫁（1月13日、溜池ゴロー）
- 昭和の四畳半浮気づま 間男たちとの濃厚むさぼり姦通（1月14日、センタービレッジ）
- 妻の友人がエロ過ぎて 俺たち親子はもう～我慢汁でちゃう…（1月17日、ソルト・ペッパー）
- 母子交尾 【笛吹路】（1月19日、ルビー）
- 新卒社員を虜にする!! お掃除おばさんのスッポン吸引フェラ （1月25日、マドンナ）
- はだかの主婦（2月1日、プラネットプラス）
- 熟女一人旅（2月7日、ルビー）
- 中年のねちっこいSEX（2月13日、セレブの友）
- 男根の誘い（2月13日、溜池ゴロー）
- くっさ～いチ●ポが大好物な変態中年女のガクガク痙攣中出しトランス（2月19日、乱丸）
- 痴漢魔の獲物（2月25日、マドンナ）
- 健全店でナマ殺されてアンアン言ってアピールしてたら…（3月4日、ワープエンタテインメント）
- 逢い引き 赤石温泉逃避行（3月7日、ルビー）
- マッサージを習いに来た欲求不満な人妻（3月11日、なでしこ）
- 丸ごと! 円城ひとみ8時間 ～年下男に溺れる大炎上セックス全14本番BEST～（4月7日、マドンナ）※女優ベスト
- 3回忌に弟のデカマラに突かれ「ごめんなさいねあなた」と言いながら声を上げて感じまくる淫乱未亡人（4月7日、ルビー）
- 母の親友（4月13日、VENUS）
- お義母さん、にょっ女房よりずっといいよ…（4月14日、タカラ映像）
- 密室の母と子 肉欲の絆（4月25日、Mellow Moon）
- 淫語漬け 長ベロ熟痴女の舌先からとめどなく垂れ落ちる淫語＆イキまくり＆濃密セックス（5月6日、ワープエンタテインメント）
- 即ハメ!! 17（5月25日、セレブの友）
- 裏切りと背徳 不倫妻の深き愛欲生活 ～豊満な熟痴女～（6月1日、ながえスタイル）
- 女捜査官拷問調教 16（6月13日、セレブの友）
- 泥酔して部屋を間違えた友人の奥さんに押し倒された ※注:僕は次の日その快感が忘れられず奥さんにプライド皆無の泣きの一回土下座懇願!!（6月13日、VENUS）
- 会員制癒し系美熟女パブ 五十路ママ 円城ひとみ（6月25日、Mellow Moon）
- こんな女に抱かれたい（7月1日、ワープエンタテインメント）
- トライアングル (偽)母娘レズ 2（7月25日、セレブの友）共演：丘咲エミリ、浜崎真緒
- 彼女の母が生姦ペット 娘の彼氏に中出しをねだる人妻（8月5日、光夜蝶）
- 人妻レズビアン（9月1日、U&K）共演：桐島美奈子
- 矯正下着で束縛されて…（9月13日、ANNEX/HERO）
- 高貴なる麗人（9月18日、オーキッド）
- 一日義母 マニアの精子を膣にたっぷりと中だしおねだり陵辱（9月19日、ZUMA/エマニエル）
- 円城ひとみ17時間44分ベスト（9月25日、セレブの友）※女優ベスト
- 中出しのできる人妻回春性感エステ（10月7日、VENUS）
- 熟ビアン（10月25日、セレブの友）共演：浅井舞香
- 私の妻を抱いて下さい（11月1日、FAプロ）
- 学校では厳しい担任教師、家では優しい淫乱母。（11月19日、VENUS）
- 母さんに乳房を揉んでとせがまれて…（12月8日、タカラ映像）
- 鬼畜 男を姦る! 女も姦る! あんたが出した精液を、あんたの女房に見せてやる! チ○ポを しゃぶりまくる女 マ○コをなめまくる女（12月20日、Mellow Moon）共演：近藤郁美
- くノ一 色忍びに堕ちた妾（12月25日、グローバルメディアエンタテインメント）
- 淫ら義母の誘惑 5（12月25日、セレブの友）

2017年
- 肉欲そそる乳首ビンビンぬる濡れレズビアン（2月1日、U&K）共演：桐島美奈子 他出演：若槻みづな、三喜本のぞみ、桜木かおり、八木あずさ、青葉優香、河西希
- ガチLOVE不倫デート 4（2月13日、セレブの友）
- 淫語が止まらない お下劣ち○ぽこすり先生（2月19日、ドグマ）
- 熟女レズ発情 禁断のレズオフィス（2月25日、Mellow Moon）共演：加納綾子 他出演：竹内梨恵、加藤ツバキ
- S級熟女コンプリートファイル 円城ひとみ 6時間（3月1日、VENUS）
- レズの夜 ～女がオンナに欲情する日～（3月1日、U&K）共演：本真ゆり 他出演：風間ゆみ、今藤霧子、藤本梨花、成澤ひなみ、白河里奈、水元恵梨香
- 性処理熟女の限界突破ザーメンセックス ぶっかけ14発ごっくん13発中出し23発! 総ザーメン50発!!（3月16日、グローリークエスト）
- 嫁の母 欲求不満の五十路義母に中出し （3月25日、Mellow Moon）
- 部長の奥さんがエロすぎて…（4月1日、VENUS）
- 独り身のおばさんと義理の息子（4月13日、セレブの友）
- 未亡人の義母と戯れて…（5月12日、なでしこ）
- 熟女と淫語と下品なSEX（5月13日、セレブの友）
- 近親［無言］相姦 隣にお父さんがいるのよ…（5月19日、VENUS）
- PTAママ友レズビアン ～四十路妻が不倫で覚えた女の悦び～（6月13日、U&K）共演：吉岡奈々子
- 女監督ハルナのトリプルレズ ペニバンシンドローム（6月19日、レズれ!）共演：初芽里奈、水元恵梨香
- もしも…円城ひとみが○○だったら…（7月1日、プラネットプラス）
- 優しい母さん僕目線。（7月13日、タカラ映像）
- 鬼畜 男はチ○ポがあればいい 「どんなチ○ポもしゃぶってあげる、どんなチ○ポも入れてあげる、カラになるまで抜いてあげる!」（7月25日、Mellow Moon）
- 熟女3人ノンストップレズビアンSEX（7月25日、セレブの友）共演：竹内梨恵、島津かおる
- 嫁の母親に中出ししてしまった（8月1日、VENUS）
- 疲れマ○コでレズ欲求が高まる美熟女たち ～疲労困憊レズアクメ～（8月1日、U&K）共演：吉岡奈々子 他出演：一条綺美香、二階堂ゆり、竹内梨恵、井上綾子
- 夫婦ゲンカで家出してきた隣の奥さん ～背徳感のある壁一枚向こう側の浮気セックス～（8月17日、センタービレッジ）
- ノーモザイク・レズれ! 食い込み大増量乱交ver.（8月19日、レズれ!）他出演：宮崎あや、小谷みのり、初芽里奈、乃南静香、水元恵梨香、神納花、神ユキ、黒木いくみ、加藤ツバキ、真咲南朋
- ノンストップレズビアン（9月13日、セレブの友）共演：かなで自由
- WifeLife vol.027・昭和43年生まれの円城ひとみさんが乱れます・撮影時の年齢は49歳・スリーサイズはうえから順に88/62/90（9月22日、SEX Agent）
- 小姑と鬼嫁 女のプライドと情念のレズバトル（10月5日、センタービレッジ）共演：川上ゆう
- ノンストップ凌辱 8（10月25日、セレブの友）
- 熟女レズ発情 禁断の人妻レズ恋情（10月25日、Mellow Moon）共演：近藤郁
- 熟シャッ!! 熟女を溺愛するカタチ（11月3日、ワープエンタテインメント）
- 妻が夫の留守中に若いイケメンを家に連れ込む3日間 ～丁寧な愛撫でトコトン楽しみイった後も結合したまま抱き合って繰り返しセックス～（11月7日、VENUS）
- 公衆便所女不倫妻 2（11月25日、セレブの友）
- 五十路 美熟女ベスト 円城ひとみ 4時間（12月7日、Mellow Moon）※女優ベスト

2018年
- SEXYランジェリー訪問販売員の猥褻中出しセールス術（1月7日、VENUS）
- 姑の卑猥過ぎる巨乳を狙う娘婿（1月18日、グローリークエスト）
- 再婚相手より前の年増な女房がやっぱいいや…（1月25日、タカラ映像）
- 四十路人妻禁断の裏切りレズビアン Part2（2月9日、なでしこ）共演：長瀬京子 他出演：葵紫穂、村田夢子、森崎りか、美月潤、磯部瑞帆、新尾きり子
- 嫁姑レズ調教 ～姑の醜く儚い愛にまみれた嫁いぢり～（2月19日、マドンナ）共演：中谷玲奈
- 代理出産の母（4月26日、タカラ映像）
- レズビアン異常同性愛エロマゾ淫乱交尾（4月27日、グローバルメディアエンタテインメント）共演：内原美智子
- 夫の前で痴漢に絶頂(いか)された妻（5月1日、VENUS）
- 夫の知らない妻の愛人 ～倒錯した四十路の濃厚レズセックス～（5月13日、U&K）共演：翔田千里
- ささやき淫語で誘惑する淫乱五十路妻（5月18日、五十路ん）
- 僕の義母は淫乱アンドロイド おねだり近親相姦SEX!!（6月13日、セレブの友）
- ヘンリー塚本 熟女 ネコとタチ（6月13日、FAプロ）共演：神納花、他出演：江波りゅう、葵千恵、川越ゆい、小池絵美子
- Wペニバンレズ（6月13日、U＆K）共演：翔田千里、他出演：緒方泰子、水谷あおい、枢木みかん、浜崎真緒
- 年の差レズエステ 四十路人妻連続アクメ イっても止めないエンドレス絶頂!（6月15日、ピーターズ）共演：春原未来、二ノ宮慶子、和久井智美
- S級熟女コンプリートファイル円城ひとみ 6時間 其之弐（8月19日、VENUS）※女優ベスト
- まるまる! 円城ひとみ（8月24日、なでしこ）※女優ベスト
- 母ちゃんの感度を暴走させる超絶スローピストン（8月30日、センタービレッジ）
- 汗ほとばしる叔母の圧倒的な腰振りで、僕は一度も腰を動かせずに射精してしまった。（9月25日、マドンナ）
- 母と娘のレズビアン 娘、時々恋人（11月19日、ルビー）共演：愛下千春
- 母子姦（12月6日、グローリークエスト）
- 母子交尾 【新湯路】（12月19日、ルビー）
- 調教される母（12月28日、グローバルメディアエンタテインメント）

2019年
- 息子の学費を稼ぐ為にパート先で抵抗できず犯された母 6人4時間（1月7日、Mellow Moon）他出演：筒美かえで、近藤郁美、藤下梨花、大石忍、菊川麻里
- 嫁の母 背徳の恥態交尾 4時間（1月7日、Mellow Moon）他出演：中井まゆみ、華月さくら、真弓あずさ、花島瑞江、牧野紗代
- ショートカットグラマラス美熟女に中出し8人（1月11日、なでしこ）他出演：君島みお、春菜はな、本庄優花、推川ゆうり、塚田詩織、すなお恵、榊まり子
- 人妻捕鯨船 水着の五十路美熟女 大量潮吹きドキュメント（1月25日、グローバルメディアエンタテインメント）
- 理性を超えた女の性とわかっていても 疼いてしまう敏感なオンナの柔肌。わたしのアソコがトロトロになってしまうの…（1月25日、キネマ座）他出演：麻希ねい、樹本つばさ
- 「おばさんのカラダで勃起しちゃったの?」 挑発的すぎる豊満なカラダがたまらないドエロおばさんに主導権とムスコをにぎられ、なすがまま生でヌプッ!! たっぷたぷの中出し白濁オツユがお尻まで垂れちゃうからチ●ポはまだまだ抜かないでっ!!（3月8日、LEO）他出演：推川ゆうり、佐々木あき
- 円城ひとみ まるごと完全収録1046分BEST（3月13日、セレブの友）※女優ベスト
- この世で一番美味い丼ぶり 母娘(おやこ)丼ぶり（3月13日、FAプロ）共演：川越ゆい／他出演：宮崎あや
- 続・異常性交 五十路母と子 其ノ参拾八（3月22日、グローバルメディアエンタテインメント）
- 五十路 美熟女ベスト 円城ひとみ 4時間 淫獣悩殺マドンナ（4月7日、Mellow Moon）※女優ベスト
- 変態熟女レズサークル ～義姉とセフレと私のレズビアン交尾～（4月13日、U&K）共演：佐和彩花、川崎紀里恵
- いとことおばさんとぼく 草食男子性欲爆発（5月1日、FAプロ）共演：前田あこ
- 夜這い 真夜中に寝ている夫の隣で中出しされる人妻 6（5月16日、グローリークエスト）他出演：君島みお、川上ゆう、宮本紗央里、谷原希美
- レズビアン異常同性愛エロマゾ淫乱交尾（5月24日、グローバルメディアエンタテインメント）共演：音羽文子
- 円城ひとみ全仕事 8時間2枚組（8月7日、RUBY）※女優ベスト
- 夜這い ～寝ている女に中出し～（9月6日、LEO）他出演：推川ゆうり、水野朝陽

2020年
- ヌくドラマ 快楽に溺れて濡れた五十路のトロトロ淫乱人妻5人4時間（5月29日、キネマ座）他出演：伊織涼子、井上綾子、芹沢あづさ、水上由紀恵

## 出演

### 映画
- いんらんな女神たち 第三話「騒々しい来客」（2014年1月24日、監督：矢野泰寛、オーピー映画）- 内田奈美 役[1]
- 奥様は18歳 超どきどき保健室（2014年8月15日公開、監督：関根和美、オーピー映画）- 土井久江 役[2]
- 桃尻娘のエッチな大冒険（2015年7月10日公開、監督：関根和美、オーピー映画）- 佐伯妙子 役[3]
- 巨乳水着未亡人 悩殺熟女の秘密の痴態（2016年8月19日公開、監督：清水大敬、オーピー映画）- 市原ひとみ 役[4]
- 未亡人下宿？ 谷間も貸します（2017年1月13日公開、監督：清水大敬、オーピー映画）- 山城由美 役[5]
- ハミ尻ダンプ姐さん キンタマ汁、積荷違反（2017年6月9日公開 、監督：清水大敬、オーピー映画）- 山口裕子 役[6]
- 美少女剣士 月に向かっておシゴキよ!（2017年10月20日公開 、監督：清水大敬、オーピー映画）- 山口弘美 役[7]